# Dead or Alive Paradise
Dead or Alive Paradise (デッドオアアライブパラダイス Deddo oa araibu paradaisu?) es un videojuego desarrollado por Project Venus y publicado por Tecmo Koei para PlayStation Portable como parte de la serie Dead or Alive. Es un port para PSP de Dead or Alive Xtreme 2 para la Xbox 360, ampliando las actividades disponibles en el original, que consistía principalmente en minijuegos relacionados con la playa.
Fue el primer juego de la serie que se lanzó para el sistema de juegos portátil, así como el primer lanzamiento de la serie desde la partida del creador de la serie Tomonobu Itagaki. El juego fue recibido con una recepción crítica mayoritariamente negativa.

## Jugabilidad
Los jugadores comienzan el juego en el resort de escapada, New Zack Island, como parte de unas vacaciones de dos semanas. La isla está habitada principalmente por chicas vestidas con traje de baño de la serie Dead or Alive. El juego tiene varios aspectos de juego, el más destacado es el minijuego voleibol de playa similar a Dead or Alive Xtreme 2. Los otros minijuegos incluyen juegos de billar como piscina saltos y batallas a tope, así como juegos de casino como póker, blackjack y tragamonedas. El segundo aspecto del juego consiste en interactuar con las chicas mezclándose con ellas, dándoles regalos como nuevos trajes de baño. El tercer aspecto es comprar una cámara en Island Shop y tomar fotografías de las chicas que luego se pueden ensamblar en un álbum. Una vez que la relación con las chicas está en un nivel íntimo, las chicas le presentan al jugador "clips de venus" que el jugador puede ver y editar. También se descubrió un código en el juego denominado "Emperor's New Clothes", lo que permitió al jugador tener a las chicas desnudas, aunque no se muestran ciertas partes inapropiadas.

## Personajes
El juego presenta en su mayoría personajes jugables de la serie Dead or Alive: Ayane, Christie, Helena, Hitomi, Kasumi, Kokoro, Leifang, Lisa, y Tina. La chica adicional, Rio, es un personaje invitado que aparece en una serie de títulos de pachislot de Tecmo, adaptados de la serie de videojuegos de Rakushou! Pachi-Slot Sengen y una serie de anime Rio: Rainbow Gate!, lanzada después de este juego.

## Desarrollo y lanzamiento
El anterior líder del equipo Team Ninja, Tomonobu Itagaki había expresado previamente su interés en llevar la serie Dead or Alive Xtreme a dispositivos portátiles como el Nintendo DS y PlayStation Portable en 2004. El juego se reveló por primera vez en la revista japonesa de juegos Famitsu en diciembre de 2009. Un lanzamiento en América del Norte se anunció un mes después, en enero de 2010. Paradise es el primer juego de la serie que no ha sido desarrollado por Team Ninja. Con respecto a Dead or Alive Xtreme 3, cuando se le preguntó al respecto, Yosuke Hayashi de Team Ninja dio a entender que consideraría hacer Dead or Alive Xtreme 3 si la gente expresara su apoyo en la cuenta oficial de Twitter de Team Ninja.
El 11 de marzo de 2010, se lanzó una versión de demostración gratuita de DRM en la PlayStation Store japonesa y luego se distribuyó a través del sitio web japonés 4Gamer y otros sitios web. La demostración presenta una muestra del modo Huecograbado del juego, donde el jugador elige un personaje, un traje de baño y una situación para tomar fotos. En la demostración, Hitomi es el único personaje disponible, con dos bikinis y tres situaciones. A diferencia de la versión completa, las imágenes no se pueden guardar en la demostración. La demostración se puede descargar actualmente en sitios web especializados en demostraciones de PSP, así como en el sitio web oficial japonés del juego.

El juego fue lanzado en todas las regiones durante marzo y abril de 2010. En Japón, Dead or Alive Paradise tenía en su lanzamiento, además del juego independiente, dos paquetes diferentes: uno con un costo de ¥7,329 y el otro con un costo de ¥15,729. El primero viene con un álbum de fotos secreto, un CD con la banda sonora, una caja original de Kasumi y el juego. El segundo incluye todo eso más una figura de Kasumi, que usa dos trajes de baño diferentes.

## Recepción
Dead or Alive Paradise ha recibido críticas generalmente negativas a mediocres, lo que resultó en una puntuación de Metacritic de solo 38/100. Scott Jones y Victor Lucas de Reviews on the Run le dieron al juego una calificación de 0.0/10 diciendo que era el mejor palabra para describir el juego es "patético". Por otro lado, GamesRadar le otorgó una puntuación relativamente alta de 7/10 diciendo en su veredicto que es "en general divertido y engañosamente profundo".

### Controversia
La clasificación de la Entertainment Software Rating Board (ESRB) ha descrito Dead or Alive Paradise como lleno de "voyeurismo espeluznante" y "nociones extrañas y equivocadas de lo que las mujeres realmente quieren". El texto original fue reescrito más tarde y la ESRB se disculpó diciendo que la primera publicación se publicó "por error", considerándola "incorrectamente" y llena de "lenguaje subjetivo". El productor Yoshinori Ueda dijo que se supone que el juego no es pornografía suave, ni degradante para las mujeres. Sin embargo, el director de arte Yasushi Nakamura también dio a entender que si los fanáticos se masturbaban con la serie, Team Ninja "podría considerarlo un éxito". También dijo que Paradise era un esfuerzo para reiniciar la producción de la serie Dead or Alive, así como para ampliar su atractivo.